# آسالیکند
آسالیکند (به لاتین: Asalikent) یک منطقهٔ مسکونی در روسیه است که در داغستان واقع شده‌است.